# Gosztonyi Péter
Gosztonyi Péter (Budapest, 1931. december 2. – Bern, 1999. március 29.)  magyar történész és újságíró.

## Élete
1953-ban közgazdasági diplomát szerzett Budapesten. Részt vett az 1956-os forradalomban, alhadnagyként szolgált Maléter Pál közelében a Kilián laktanyában. A forradalom leverése után Svájcba emigrált, ahol 1963-ban doktorált történelemből a zürichi egyetemen. 1958-ban feleségül vette Yvonne Meyest, egy fiuk született.
Az 1960-as évektől Bernben az egyetemi rangú Kelet-európai Könyvtár (Osteuropa-Bibliothek)  munkatársa, majd 1963-tól 1996-os nyugdíjazásáig a vezetője volt. 1997-ben a Budapesti Közgazdaságtudományi Egyetem díszdoktorává avatták.

## Munkássága
Az emigrációban igyekezett ébren tartani a határon kívül élő magyarság tudatában Magyarország felszabadításának reményét. Történelmi munkáiban tárgyilagosságra törekedett, akkor is amikor Magyarország második világháborús szerepét és az 1956-os forradalom előzményeit és összefüggéseit vizsgálta. A kommunista rendszer történészeinek „utolsó csatlós” koncepciójával szemben kimutatta, hogy Magyarország második világháborús szerepjátszásában milyen mértékben volt meghatározó az a diplomáciai kényszerpálya, amelybe az akkori nyugati politikusok a magyar államférfiakat is belesodorták.
Állandó munkatársa volt több német, osztrák, svájci hadtörténeti, politikai folyóiratnak, illetve újságnak, 1990-től az Élet és Irodalom, a Magyar Nemzet, a Heti Magyarország, a Kritika című lapoknak. Tagja volt a Svájci Hadtörténeti Társaságnak, a Német kelet-európai Társaságnak és a Svájci Szakújságírók Szövetségének.
Saját bevallása szerint a „svájci páholy” lehetőséget teremtett számára, hogy a Kárpát-medence történetét szűk magyarországi nézőponton túllépve vizsgálja.

## Főbb művei
- 1956. A magyar forradalom története; Ujváry, München, 1981
- Magyarország a második világháborúban, 1-3.; Herp, München, 1984
  - 1. Tanulmányok és riportok Magyarország második világháborús szerepéről
  - 2. Magyarország hadszíntér. 1944/45
- A magyar honvédség a második világháborúban; Katolikus Szemle, Róma, 1986
- Föltámadott a tenger... 1956. A magyar október története; 2. átdolg., bőv. kiad.; Herp, München, 1989
- Háború van, háború! Újabb szemelvények Magyarország második világháborús történetéből, 1941–1945; Népszava, Bp., 1989
- Légiveszély, Budapest! Szemelvények Magyarország második világháborús történetéből, 1939–1945; Népszava, Bp.,  1989
- Szálasi Hitlernél. Adalékok Magyarország második világháborús történetéhez; Herp, München, 1990
- A kormányzó, Horthy Miklós (1973, magyarul 1990)
- Föltámadott a tenger... 1956. A magyar október története; 3. átdolg., bőv. kiad.; Népszava, Bp., 1990
- Politikusok, katonák, események. Adalékok Magyarország és a kelet-európai népek legújabb történelméhez; Herp, München, 1990
- Vihar Kelet-Európa felett. A második világháború utolsó évének magyar vonatkozású eseményei; Népszava, Bp., 1990
- A kormányzó Horthy Miklós és az emigráció; 2. jav., bőv. kiad.; Százszorszép, Bp., 1992
- A Magyar Honvédség a második világháborúban; sajtó alá rend., szerk. Antal László, térképek Somorjai Béla; 2. átdolg. kiad.; Európa, Bp., 1992
- A Vörös Hadsereg. A szovjet fegyveres erők története, 1917–1989; kieg., jegyz. Vargyai Gyula, térképek Csicsely János, németből ford. Pirityi Sándor; Európa, Bp., 1993
- A magyar Golgota. A politikai megtorlások vázlatos története Magyarországon 1849-től 1963-ig és egyéb korrajzi történetek; Bp., Százszorszép, 1993
- Vlaszov tábornok. Hős, vagy népének árulója?; Zrínyi, Bp., 1997
- Budapest lángokban, 1944–1945; térképek Somorjai Béla; Móra, Bp., 1998
- A német-szovjet háború 1941–1945; Magyar Kulturális, Közösségi és Turisztikai Egyesület, Bp.–Miskolc, 2004